# Conclave de 1404
El Conclave de 1404 va ser el conclave que es va celebrar durant el Cisma d'Occident, convocat després de la mort del Papa Bonifaci IX, on s'elegí el cardenal Cosimo Gentile Migliorati, que va prendre el nom de Papa Innocenci VII i esdevingué el tercer papa amb obediència de Roma.

## Mort de Bonifaci IX
El Papa Bonifaci IX va morir l'1 d'octubre de 1404. Durant els 14 anys del seu pontificat va ser capaç de restaurar parcialment l'autoritat del papat, però no va poder acabar amb l'escissió, en part per haver de reconèixer parcialment els antipapes Climent VII d'Avinyó i Benet XIII perquè el respectessin.

## Electors
Hi havia 12 cardenals d'obediència romana al Col·legi Cardenalici. Nou d'ells van participar en l'elecció del seu successor. Tots els electors eren italians. Cinc d'ells havien estat elevats pel Papa Urbà VI, i quatre per Bonifaci IX. El Camarlenc de l'Església va ser durant aquest període Corrado Caraccioli, Bisbe de Mileto. Tres cardenals, dos creats per Urbà VI i un per Bonifaci IX, no van participar en el conclave. L'hongarès Alsani era l'únic cardenal no italià que obeïa a Roma.
| Elector                                               | Orde i títols                                   | Elevat           | Elevador         | Notes                                                                              |
| ----------------------------------------------------- | ----------------------------------------------- | ---------------- | ---------------- | ---------------------------------------------------------------------------------- |
| Angelo Acciaiuoli                                     | Cardenal-Prevere de S. Lorenzo in Damaso        | 17 desembre 1384 | Papa Urbà VI     |                                                                                    |
| Francesco Carbone Tomacelli, O.Cist.                  | Cardenal-Prevere de S. Susanna                  | 17 desembre 1384 | Papa Urbà VI     | Penitenciari major; Arxipreste de la Basílica del Laterà                           |
| Angelo d'Anna de Sommariva, O.S.B.Cam.                | Cardenal-Prevere de S. Pudenziana               | 17 desembre 1384 | Papa Urbà VI     |                                                                                    |
| Enrico Minutolo                                       | Cardenal-Prevere de S. Anastasia                | 18 desembre 1389 | Papa Bonifaci IX | Arxipreste de la Basílica de Santa Maria Major; Camarlenc del Col·legi Cardenalici |
| Cosimo Gentile Migliorati (elegit Papa Innocenci VII) | Cardenal-Prevere de S. Croce in Gerusalemme     | 18 desembre 1389 | Papa Bonifaci IX |                                                                                    |
| Cristoforo Maroni                                     | Cardenal-Prevere de S. Ciriaco                  | 18 desembre 1389 | Papa Bonifaci IX | Arxipreste de la Basílica Vaticana                                                 |
| Antonio Caetani                                       | Cardenal-Prevere de S. Cecilia                  | 27 febrer 1402   | Papa Bonifaci IX |                                                                                    |
| Landolfo Maramaldo                                    | Cardenal-Diaca de S. Nicola in Carcere Tulliano | 21 desembre 1381 | Papa Urbà VI     |                                                                                    |
| Rinaldo Brancaccio                                    | Cardenal-Diaca de SS. Vito e Modesto            | 17 desembre 1384 | Papa Urbà VI     |                                                                                    |

### Absents
| Elector          | Orde i títol                   | Elevat           | Elevador         | Notes                                                                    |
| ---------------- | ------------------------------ | ---------------- | ---------------- | ------------------------------------------------------------------------ |
| Bálint Alsáni    | Cardenal-Prevere de S. Sabina  | 17 desembre 1384 | Papa Urbà VI     | Arxipreste del Col·legi Cardenalici; Administrador de la seu de Pécs     |
| Ludovico Fieschi | Cardenal-Diaca de S. Adriano   | 17 desembre 1384 | Papa Urbà VI     | Protodiaca del Col·legi Cardenalici; Administrador de la seu de Vercelli |
| Baldassare Cossa | Cardenal-Diaca de S. Eustachio | 27 febrer 1402   | Papa Bonifaci IX | Legat a Romanya i Bolonya                                                |

## Elecció del Papa Innocenci VII
Diversos clergues i governants van pressionar els cardenals romans perquè no elegissin el successor de Bonifaci IX i reconeguessin l'antipapa Benet XIII com a Papa, o almenys que esperessin a la seva mort per elegir després un nou papa entre tots. Entre els partidaris d'aquest punt de vista hi havia el cardenal protodiaca Ludovico Fieschi, que no va participar en el conclave i després no va reconèixer el seu resultat.
Tot i això nou cardenals presets a Roma van entrar al conclave el 10 d'octubre. Inicialment van subscriure la capitulació del conclave, que els obligava a fer tot el possible, incloent l'abdicació, per tal de restaurar la unitat de l'Església. Set dies després d'iniciar les deliberacions el cardenal Cosimo Gentile Migliorati va ser elegit per unanimitat i va prendre el nom d'Innocenci VII. Cinc dies després el cardenal Fieschi va abandonar oficialment l'obediència de Roma i va reconèixer a Benet XIII com el papa vertader, per la qual cosa el ritu de coronació papal de l'11 de novembre va ser oficiada pel protodiaca Landolfo Maramaldo.